# Зона интересов (фильм)
«Зона интересов» (англ. The Zone of Interest) — художественный фильм британского режиссёра Джонатана Глейзера, в котором рассказывается о жизни богатой немецкой семьи, чьё благополучие построено на ограблении и убийстве евреев в Освенциме во время Второй мировой войны. Премьера состоялась в мае 2023 года на Каннском кинофестивале. Формально литературной основой фильма стал одноимённый роман английского писателя Мартина Эмиса.
Картина получила Гран-При и приз ФИПРЕССИ́. Фильм номинировался на 5 премий «Оскар», в том числе за лучший фильм, и в итоге удостоился двух из них — за лучший фильм на иностранном языке и лучший звук.

## Сюжет
Действие фильма разворачивается во время Второй мировой войны на территории концентрационного лагеря Освенцим в Польше. Комендант лагеря Рудольф Хёсс и его жена Хедвиг стремятся построить жизнь своей мечты для их семьи в доме и саду через забор от лагеря.
В начале фильма, в 1943 году, Рудольф Хёсс живёт со своей женой Хедвиг и их пятью детьми в идиллическом доме рядом с лагерем. Хёсс водит детей купаться и ловить рыбу, а Хедвиг ухаживает за садом. Одна из дочерей Хёсса страдает лунатизмом, она ходит во сне, а Хёсс заботливо возвращает спящую дочку в кровать. Местные жители выполняют работу по дому, а вещи депортированных передаются семье. За стеной сада слышны выстрелы, крики, шум поездов и печей.
Хёсс одобряет проект нового крематория, созданного фирмой «Топф и сыновья». Однажды, заметив человеческие останки в реке, он вытаскивает своих детей из воды и отправляет персоналу лагеря зашифрованную записку, в которой отчитывает их за невнимательность. Ночью, когда Хёсс читает своим дочерям немецкую сказку «Гензель и Гретель», польская девушка тайком выходит из дома и прячет еду на рабочих местах заключенных.
Мать Хедвиги приезжает погостить, и Хёсс получает известие, что его назначают заместителем инспектора концентрационных лагерей и он должен переехать в Ораниенбург, недалеко от Берлина. Он возражает и несколько дней скрывает новости от Хедвиги. Хедвига просит его убедить начальство разрешить ей и детям остаться в их доме. Хёсс обещает жене поговорить с начальством, и его просьба удовлетворяется. На время работы Хёсса в Ораниенбурге он оказывается разлучённым с женой и детьми.
Перед отъездом Хёсса в его кабинет приходит молодая женщина — она распускает волосы и снимает туфли. После этого мы уже видим Хёсса в ванной комнате, где он тщательно смывает с себя следы секса с молодой женщиной.
Тем временем польская девушка находит ноты, написанные заключенным, и играет их на пианино у себя дома. Расстроенная отъездом мужа, Хедвига бранит польскую девушку-прислугу за небрежность в работе по дому и угрожает ей, что та быстро окажется в печи вместе с другими заключенными Освенцима, стоит только Хёссу об этом распорядиться. Мать Хедвиги уходит без предупреждения, увидев ночью горящий крематорий. Хедвига находит записку от своей матери читает ее и быстро сжигает в камине, не желая думать о том, что тревожит ее мать.
В Берлине, в знак признания его заслуг, Освальд Поль поручил Хёссу возглавить операцию, названную в его честь, в ходе которой 700 000 венгерских евреев будут отправлены на работу в лагеря или на смерть. Это позволит ему вернуться в Освенцим и воссоединиться со своей семьей. Он посещает вечеринку, организованную Главным административно-хозяйственным управлением СС. После этого он рассказывает Хедвиге по телефону, что всё время, проведенное на вечеринке, он думал о том, как наиболее эффективно отравить газом присутствующих, учитывая, что потолки в зале высокие.
Когда Хёсс выходит из своего берлинского офиса и спускается по лестнице, он останавливается, и его несколько раз рвет. Хёсс вглядывается в темноту коридоров здания.
Камера оператора переносится в настоящее время. Группа уборщиков в сегодняшние дни проводит уборку в Государственном музее Аушвиц-Биркенау. Зритель оказывается в длинном коридоре музейной комнаты со стеклянными стенами по обеим сторонам. За стеклом — сотни и тысячи пар обуви заключенных: мужской, женской, много детских туфель и ботиночек. На стенах — фотографии заключенных в полосатой одежде.
Вернувшись вместе со зрителями в 1944 год, Хёсс продолжает спускаться по лестнице, его фигура погружается в темноту.

## В ролях
- Кристиан Фридель — Рудольф Хёсс
- Сандра Хюллер — Хедвиг Хёсс[нем.][11]
- Йоханн Картхаус — Клаус Хёсс
- Луис Ноа Витте — Ханс Хёсс
- Неле Аренсмайер — Ингес-Бригит Хёсс
- Лили Фальк — Хайдетраут Хёсс
- Анастасия Дробняк, Сесилия Пекала и Кальман Уилсон — Аннегрет Хёсс
- Медуза Кнопф — Эльфрида
- Максимилиан Бек — Шварцер
- Андрей Исаев — Бронек
- Стефани Петровиц — Софи Штиппель[нем.]
- Мартина Познански — Марта
- Зузанна Кобила — Аниэла
- Мари Роза Титьен — подруга Хедвиги
- Имоген Когге[нем.] — мать Хедвиги
- Ральф Херфорт — Освальд Поль
- Даниэль Хольцберг — Герхард Маурер
- Фрейя Крейцкам — Элеонора Поль
- Райнер Хауштайн — Рихард Глюкс
- Саша Маац — Артур Либехеншель
- Юлия Полачек — Александра Быстронь-Колодзейчик[англ.]
- Вольфганг Лампль — Ханс Бургер

## Создание
О начале работы над фильмом стало известно в октябре 2019 года. Режиссёр Джонатан Глейзер заявил, что намерен найти в этой картине новый подход к теме Холокоста. Съёмки, проходившие в Польше и Германии, продюсировала компания А24.

## Премьера и восприятие
«Зона интересов» была отобрана для участия в соревновании за «Золотую пальмовую ветвь» Каннского фестиваля. Премьера состоялась 19 мая 2023 года, фильм вызвал шестиминутную овацию. «Зона интересов» получила Гран-при фестиваля и приз ФИПРЕССИ́.

## Номинации и награды
«Зона интересов» — третий британский фильм, номинированный на премию «Оскар» как лучший фильм на иностранном языке. Также это девятый фильм в истории церемонии, номинированный одновременно как лучший фильм на иностранном языке и лучший фильм года.
| Кинопремия                           | Год проведения | Категория                         | Номинанты и получатели                            | Результат | Источник |
| ------------------------------------ | -------------- | --------------------------------- | ------------------------------------------------- | --------- | -------- |
| Международный Каннский кинофестиваль | 2023           | Золотая пальмовая ветвь           | Джонатан Глейзер                                  | Номинация | [ 16 ]   |
| Международный Каннский кинофестиваль | 2023           | Гран-при                          | Джонатан Глейзер                                  | Победа    | [ 17 ]   |
| Международный Каннский кинофестиваль | 2023           | ФИПРЕССИ                          | Джонатан Глейзер                                  | Победа    | [ 18 ]   |
| Оскар                                | 2024           | Лучший фильм                      | Джонатан Глейзер                                  | Номинация | [ 19 ]   |
| Оскар                                | 2024           | Лучший фильм на иностранном языке | Джонатан Глейзер                                  | Победа    | [ 20 ]   |
| Оскар                                | 2024           | Лучшая режиссура                  | Джонатан Глейзер                                  | Номинация | [ 19 ]   |
| Оскар                                | 2024           | Лучший адаптированный сценарий    | Джонатан Глейзер (на основе романа Мартина Эмиса) | Номинация | [ 19 ]   |
| Оскар                                | 2024           | Лучший звук                       | Тарн Уиллерс и Джонни Берн                        | Победа    | [ 19 ]   |